# Eccellenza Friuli-Venezia Giulia 2000-2001
Il campionato italiano di calcio di Eccellenza regionale 2000-2001 è stato il decimo organizzato in Italia. Rappresenta il sesto livello del calcio italiano.
Questo è il campionato regionale della regione Friuli-Venezia Giulia.

## Stagione
Al campionato di Eccellenza del Friuli Venezia Giulia 2000-01 partecipano 16 squadre:
- 11 hanno mantenuto la categoria,
- nessuna è stata retrocessa dal C.N.D.,
- 5 sono state promosse dalla Promozione: Rivignano e Gradese (vincitrici dei gironi), Tolmezzo e Zarja Gaja dai play-off e Union 91 (ripescata grazie alla promozione del Palmanova in Serie D).

## Squadre partecipanti
| Squadra                  | Città (provincia)                         |
| ------------------------ | ----------------------------------------- |
| Cormonese Calcio         | Cormons (GO)                              |
| S.S. Fontanafredda       | Fontanafredda (PN)                        |
| Gradese Calcio           | Grado (GO)                                |
| U.S. Manzanese           | Manzano (UD)                              |
| A.C. Monfalcone          | Monfalcone (GO)                           |
| A.S. Mossa               | Mossa (GO)                                |
| U.C. Pozzuolo del Friuli | Pozzuolo del Friuli (UD)                  |
| U.S. Rivignano           | Rivignano (UD)                            |
| A.S. Ronchi Calcio       | Ronchi dei Legionari (GO)                 |
| S.S. Sacilese            | Sacile (PN)                               |
| A.C. San Luigi           | Trieste                                   |
| S.S. Sangiorgina         | San Giorgio di Nogaro (UD)                |
| S.P. Tamai               | Tamai (PN)                                |
| U.C. Tolmezzo            | Tolmezzo (UD)                             |
| A.C. Union 91            | Percoto e Lauzacco di Pavia di Udine (UD) |
| A.C. Zarja Gaja 1997     | Basovizza di Trieste                      |

### Classifica finale
|  | Pos. | Squadra         | Pt | G  | V  | N  | P  | GF | GS | DR  |
|  | ---- | --------------- | -- | -- | -- | -- | -- | -- | -- | --- |
|  | 1.   | Tamai           | 68 | 30 | 20 | 8  | 2  | 57 | 24 | +33 |
|  | 2.   | Pozzuolo        | 53 | 30 | 14 | 11 | 5  | 50 | 38 | +12 |
|  | 3.   | Monfalcone      | 52 | 30 | 14 | 10 | 6  | 42 | 31 | +11 |
|  | 4.   | Tolmezzo        | 46 | 30 | 12 | 10 | 8  | 38 | 37 | +1  |
|  | 5.   | Mossa           | 45 | 30 | 12 | 9  | 9  | 28 | 26 | +2  |
|  | 6.   | Gradese         | 42 | 30 | 11 | 9  | 10 | 46 | 47 | -1  |
|  | 7.   | Sacilese        | 41 | 30 | 11 | 8  | 11 | 34 | 37 | -3  |
|  | 8.   | Union 91        | 40 | 30 | 10 | 10 | 10 | 42 | 40 | +2  |
|  | 9.   | Cormonese (-1)  | 40 | 30 | 11 | 8  | 11 | 25 | 25 | 0   |
|  | 10.  | Manzanese       | 39 | 30 | 10 | 9  | 11 | 47 | 39 | +8  |
|  | 11.  | Rivignano       | 38 | 30 | 10 | 8  | 12 | 37 | 32 | +5  |
|  | 12.  | San Luigi       | 38 | 30 | 10 | 8  | 12 | 37 | 34 | +3  |
|  | 13.  | Sangiorgina     | 38 | 30 | 10 | 8  | 12 | 30 | 32 | -2  |
|  | 14.  | Fontanafredda   | 34 | 30 | 9  | 7  | 14 | 37 | 47 | -10 |
|  | 15.  | Ronchi          | 27 | 30 | 8  | 3  | 19 | 30 | 50 | -20 |
|  | 16.  | Zarja Gaja 1997 | 13 | 30 | 3  | 4  | 23 | 18 | 59 | -41 |

## Risultati

### Calendario
| andata       | 1ª giornata             | ritorno      |
| 17 set. 2000 |                         | 14 gen. 2001 |
| 2-2          | Gradese-Pozzuolo        | 2-2          |
| 1-0          | Manzanese-Cormonese     | 1-0          |
| 1-0          | Mossa-San Luigi         | 1-1          |
| 1-2          | Rivignano-Fontanafredda | 3-0          |
| 1-2          | Ronchi-Union 91         | 1-3          |
| 1-1          | Sacilese-Monfalcone     | 0-1          |
| 0-0          | Tamai-Tolmezzo          | 3-1          |
| 0-2          | Zarja Gaja-Sangiorgina  | 0-2          |

| andata      | 4ª giornata             | ritorno     |
| 8 ott. 2000 |                         | 4 feb. 2001 |
| 1-2         | Cormonese-Ronchi        | 0-2         |
| 1-1         | Monfalcone-Gradese      | 0-2         |
| 2-1         | Pozzuolo-Rivignano      | 1-1         |
| 0-2         | Sacilese-Tamai          | 1-1         |
| 1-0         | San Luigi-Fontanafredda | 3-1         |
| 1-2         | Sangiorgina-Manzanese   | 1-0         |
| 1-1         | Tolmezzo-Mossa          | 0-2         |
| 0-1         | Union 91-Zarja Gaja     | 2-0         |

| andata       | 7ª giornata            | ritorno      |
| 29 ott. 2000 |                        | 25 feb. 2001 |
| 0-0          | Fontanafredda-Tolmezzo | 1-5          |
| 1-2          | Gradese-Tamai          | 1-1          |
| 2-0          | Manzanese-Zarja Gaja   | 3-0          |
| 0-0          | Mossa-Sacilese         | 1-1          |
| 0-1          | Rivignano-Monfalcone   | 1-0          |
| 2-1          | Ronchi-Sangiorgina     | 1-0          |
| 0-1          | San Luigi-Pozzuolo     | 0-1          |
| 0-1          | Union 91-Cormonese     | 2-0          |

| andata       | 10ª giornata           | ritorno      |
| 19 nov. 2000 |                        | 18 mar. 2001 |
| 1-0          | Gradese-Mossa          | 1-1          |
| 2-2          | Manzanese-Union 91     | 2-2          |
| 0-4          | Monfalcone-San Luigi   | 0-0          |
| 2-0          | Sacilese-Fontanafredda | 1-2          |
| 0-1          | Sangiorgina-Cormonese  | 1-0          |
| 2-1          | Tamai-Rivignano        | 4-2          |
| 2-1          | Tolmezzo-Pozzuolo      | 1-3          |
| 1-0          | Zarja Gaja-Ronchi      | 1-3          |

| andata       | 13ª giornata          | ritorno     |
| 10 dic. 2000 |                       | 8 apr. 2001 |
| 2-0          | Cormonese-Zarja Gaja  | 0-0         |
| 1-0          | Fontanafredda-Gradese | 1-0         |
| 0-1          | Pozzuolo-Sacilese     | 1-1         |
| 0-0          | Rivignano-Mossa       | 0-0         |
| 0-2          | Ronchi-Manzanese      | 1-1         |
| 1-1          | San Luigi-Tamai       | 1-3         |
| 0-1          | Tolmezzo-Monfalcone   | 2-2         |
| 2-2          | Union 91-Sangiorgina  | 2-4         |

| andata       | 2ª giornata           | ritorno      |
| 24 set. 2000 |                       | 21 gen. 2001 |
| 0-1          | Cormonese-Mossa       | 1-0          |
| 0-2          | Fontanafredda-Ronchi  | 1-0          |
| 2-1          | Monfalcone-Zarja Gaja | 4-1          |
| 2-2          | Pozzuolo-Manzanese    | 0-2          |
| 0-0          | San Luigi-Rivignano   | 0-1          |
| 1-0          | Sangiorgina-Tamai     | 0-2          |
| 3-2          | Tolmezzo-Gradese      | 0-2          |
| 0-1          | Union 91-Sacilese     | 2-2          |

| andata       | 5ª giornata             | ritorno      |
| 15 ott. 2000 |                         | 11 feb. 2001 |
| 3-2          | Fontanafredda-Cormonese | 1-1          |
| 2-3          | Gradese-Sacilese        | 3-4          |
| 2-3          | Manzanese-Monfalcone    | 1-2          |
| 2-1          | Mossa-Sangiorgina       | 0-1          |
| 6-0          | Rivignano-Tolmezzo      | 1-2          |
| 2-3          | Ronchi-Pozzuolo         | 2-4          |
| 1-0          | San Luigi-Union 91      | 1-3          |
| 4-0          | Tamai-Zarja Gaja        | 2-0          |

| andata      | 8ª giornata               | ritorno     |
| 5 nov. 2000 |                           | 4 mar. 2001 |
| 2-2         | Gradese-Union 91          | 0-3         |
| 3-1         | Monfalcone-Ronchi         | 2-0         |
| 1-0         | Pozzuolo-Cormonese        | 1-1         |
| 1-2         | Sacilese-Rivignano        | 0-1         |
| 2-2         | Sangiorgina-Fontanafredda | 0-1         |
| 3-2         | Tamai-Manzanese           | 1-0         |
| 2-0         | Tolmezzo-San Luigi        | 3-1         |
| 2-3         | Zarja Gaja-Mossa          | 0-1         |

| andata       | 11ª giornata             | ritorno      |
| 26 nov. 2000 |                          | 25 mar. 2001 |
| 0-0          | Cormonese-Monfalcone     | 0-0          |
| 3-0          | Fontanafredda-Zarja Gaja | 4-1          |
| 1-0          | Mossa-Manzanese          | 1-0          |
| 2-0          | Pozzuolo-Sangiorgina     | 1-1          |
| 2-0          | Rivignano-Gradese        | 2-3          |
| 1-2          | Ronchi-Tamai             | 0-3          |
| 0-1          | San Luigi-Sacilese       | 0-1          |
| 2-2          | Union 91-Tolmezzo        | 3-0          |

| andata       | 14ª giornata            | ritorno      |
| 17 dic. 2000 |                         | 22 apr. 2001 |
| 3-2          | Gradese-San Luigi       | 0-2          |
| 0-0          | Manzanese-Fontanafredda | 1-1          |
| 2-1          | Monfalcone-Sangiorgina  | 3-0          |
| 2-1          | Mossa-Ronchi            | 1-3          |
| 2-1          | Rivignano-Union 91      | 2-0          |
| 1-1          | Sacilese-Tolmezzo       | 0-1          |
| 1-0          | Tamai-Cormonese         | 0-2          |
| 0-1          | Zarja Gaja-Pozzuolo     | 0-2          |

| andata      | 3ª giornata            | ritorno      |
| 1 ott. 2000 |                        | 28 gen. 2001 |
| 3-0         | Fontanafredda-Union 91 | 0-1          |
| 2-2         | Gradese-Sangiorgina    | 2-1          |
| 0-0         | Manzanese-Tolmezzo     | 1-4          |
| 2-2         | Mossa-Pozzuolo         | 1-2          |
| 1-2         | Rivignano-Cormonese    | 0-1          |
| 0-2         | Ronchi-San Luigi       | 1-3          |
| 0-0         | Tamai-Monfalcone       | 2-2          |
| 2-1         | Zarja Gaja-Sacilese    | 1-2          |

| andata       | 6ª giornata            | ritorno      |
| 22 ott. 2000 |                        | 18 feb. 2001 |
| 0-0          | Cormonese-San Luigi    | 3-2          |
| 3-1          | Monfalcone-Mossa       | 0-1          |
| 3-3          | Pozzuolo-Fontanafredda | 3-2          |
| 3-2          | Sacilese-Manzanese     | 0-4          |
| 1-0          | Sangiorgina-Rivignano  | 0-0          |
| 2-0          | Tamai-Union 91         | 2-2          |
| 1-0          | Tolmezzo-Ronchi        | 0-0          |
| 1-2          | Union 91-San Luigi     | 1-3          |

| andata       | 9ª giornata              | ritorno      |
| 12 nov. 2000 |                          | 11 mar. 2001 |
| 0-2          | Cormonese-Tolmezzo       | 2-2          |
| 2-3          | Fontanafredda-Monfalcone | 1-1          |
| 1-2          | Manzanese-Gradese        | 3-0          |
| 0-1          | Mossa-Tamai              | 1-2          |
| 2-2          | Rivignano-Zarja Gaja     | 1-1          |
| 1-3          | Ronchi-Sacilese          | 0-2          |
| 1-1          | San Luigi-Sangiorgina    | 0-0          |
| 2-2          | Union 91-Pozzuolo        | 1-0          |

| andata      | 12ª giornata         | ritorno     |
| 3 dic. 2000 |                      | 1 apr. 2001 |
| 3-1         | Gradese-Ronchi       | 1-1         |
| 4-1         | Manzanese-Rivignano  | 1-1         |
| 1-3         | Monfalcone-Pozzuolo  | 0-1         |
| 0-0         | Mossa-Union 91       | 0-1         |
| 0-1         | Sacilese-Cormonese   | 0-2         |
| 0-1         | Sangiorgina-Tolmezzo | 1-0         |
| 3-1         | Tamai-Fontanafredda  | 3-0         |
| 1-2         | Zarja Gaja-San Luigi | 0-2         |

| andata      | 15ª giornata         | ritorno      |
| 7 gen. 2001 |                      | 29 apr. 2001 |
| 1-0         | Cormonese-Gradese    | 1-1          |
| 1-2         | Fontanafredda-Mossa  | 0-1          |
| 1-3         | Pozzuolo-Tamai       | 2-2          |
| 1-0         | Ronchi-Rivignano     | 1-2          |
| 5-3         | San Luigi-Manzanese  | 2-2          |
| 2-0         | Sangiorgina-Sacilese | 1-1          |
| 2-1         | Tolmezzo-Zarja Gaja  | 0-0          |
| 2-2         | Union 91-Monfalcone  | 0-2          |

## Play-off nazionali

### Primo turno
| Arbitro: | Elice (Castelfranco Emilia) |

|                                 |           |              |
| Berlasso 37’ Rabacci 77’, 90+2’ | Marcatori | 90’ Santorum |

| Arco 27 maggio 2001 | Arco            | 0 – 0 | Pozzuolo | Stadio Sportivo (400 spett.)\| Arbitro: \| Ongaro (Rovigo) \| |
| Arbitro:            | Ongaro (Rovigo) |       |          |                                                               |

### Secondo turno
| Arbitro: | Cova (Trento) |

|                          |           |             |
| Dallagiovanna 70’ (rig.) | Marcatori | 48’ Rabacci |

| Arbitro: | Pantana (Macerata) |

|                           |           |                   |
| Bernardo 72’ Rabacci 111’ | Marcatori | 79’ Dallagiovanna |

## Fase Regionale Coppa Italia Dilettanti
La coppa è stata vinta dal Porcia, squadra di Promozione (1-0 in finale sulla Sacilese)